# Papyrus London 10059

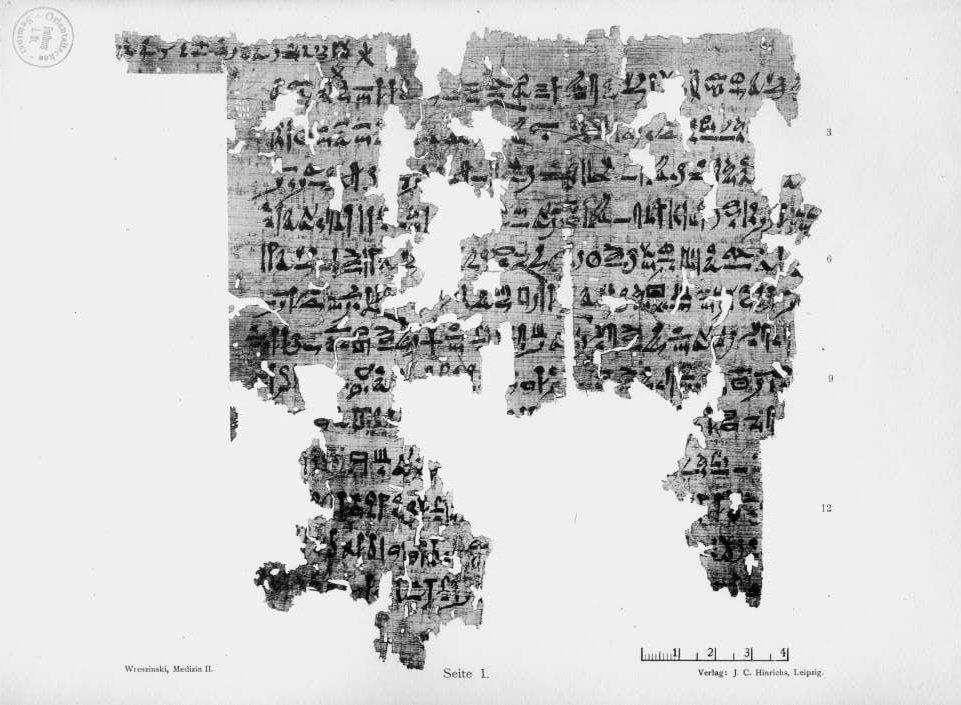
Erste Seite des Papyrus London

Der Papyrus London 10059 (auch medizinischer Papyrus London) ist ein altägyptischer medizinischer Papyrus. Er wird ans Ende der 18. Dynastie (um 1350 v. Chr.) datiert und ist von unbekannter Herkunft. Nach einer Schenkung der Royal Institution of London gelangte er 1860 in den Besitz des Britischen Museums.
Der Papyrus ist 2,10 m lang, 17 cm hoch und befindet sich in einem ziemlich schlechten Zustand. Er besteht aus 19 Seiten mit 61 Texten, von denen 25 medizinischen und der Rest magischen Inhalts sind. Wie der Papyrus Hearst handelt es sich um eine Sammelhandschrift, allerdings kommen deutlich mehr Zaubersprüche vor. Insgesamt werden verschiedene Krankheiten behandelt, darunter Geschwülste, Brandwunden und Blindheit. Ein kurzer Abschnitt beschäftigt sich mit Gynäkologie. Interessant ist ein Abschnitt, der Beschwörungen zu Krankheiten in fremden Sprachen (nordwestsemitisch und kretisch, anscheinend minoisch) enthält, unter denen auch die Asiatenkrankheit fällt. Viele Kapitel weisen Parallelen zum Papyrus Ebers auf.